# Shaibu Amodu
Shuaibu Amodu (18 de abril de 1958 - 10 de junio de 2016) fue un jugador y entrenador de fútbol nigeriano que jugaba como delantero.

## Carrera como jugador
Jugó como delantero en Dumez y Niger Tornadoes. Su carrera como jugador terminó después de romperse una pierna. 

## Carrera de entrenador
Dirigió varios clubes en Nigeria, como Enyimba FC, BCC Lions, El-Kanemi Warriors y Shooting Stars; también dirigió a los Orlando Pirates en Sudáfrica. 
Dirigió por primera vez la selección nacional de Nigeria desde abril de 2001 hasta febrero de 2002.  Posteriormente afirmó que su despido fue "injusto",  y también dijo que, un mes después, aún no había recibido una carta formal confirmando su despido.  Después de su despido con la selección nacional, fue designado para reemplazar al entrenador yugoslavo Kostadin Papic del recién despedido Enyimba en abril de 2002. 
Fue reelegido director en abril de 2008.  En diciembre de 2009, la Federación Nigeriana de Fútbol declaró que Amodu estaba bajo presión  y en enero de 2010 se especuló sobre su futuro.  Fue despedido en febrero de 2010. 
Fue nombrado director técnico de las selecciones nacionales de Nigeria en mayo de 2013. 
Fue reelegido entrenador de Nigeria en octubre de 2014, en sustitución de Stephen Keshi.  Fue su quinto mandato al frente del país.  Keshi regresó al cargo dos semanas después, pero fue despedido en julio de 2015 y Amodu volvió a hacerse cargo de los Eagles temporalmente.   Fue reemplazado por Sunday Oliseh de forma permanente a finales de ese mes. 

## Vida posterior y muerte
Murió el 10 de junio de 2016, tres días después de la muerte de Stephen Keshi.   Fue enterrado en una ceremonia islámica en su ciudad natal de Okpella. 